# Antuzede
Antuzede is een plaats (freguesia) in de Portugese gemeente Coimbra en telt 2 265 inwoners (2001).